# Am Neuen Wasserturm 2 (Mönchengladbach)

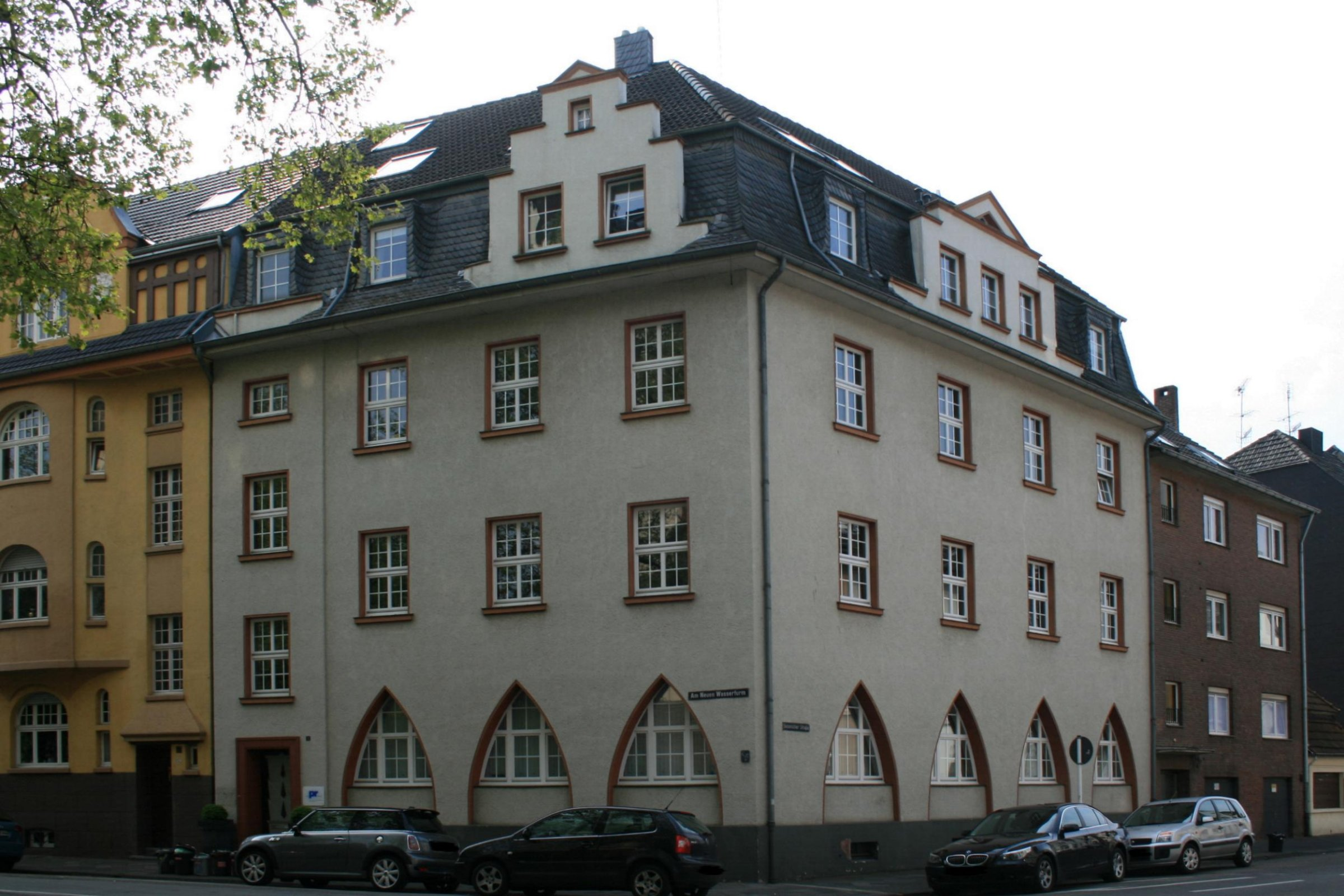
Wohnhaus (2010)

Das Wohnhaus Am Neuen Wasserturm 2 steht im Stadtteil Windberg in Mönchengladbach (Nordrhein-Westfalen). Es wurde 1925/1926 erbaut. Das Haus ist unter Nr. A 039 am 7. Dezember 1994 in die Denkmalliste der Stadt Mönchengladbach eingetragen worden.

## Architektur
Dreigeschossiges Eckgebäude mit hoch ausgebildetem Mansarddach; durch Aufschiebling zur Traufe abgeflacht. Ausführung der jeweils vierachsigen Straßenfronten nur im Detail voneinander abweichend. Die Eingangsseite zur Ansicht „Am Neuen Wasserturm“ ist asymmetrisch akzentuiert durch rechtsseitigen, abgetreppten Zwerchgiebel und knappes Herausstellen der Eingangsachse. Die der Bebericher Straße zugewandte Fassade betont mittig ein breit gelagerter Dreiecksgiebel. Neben der gleichmäßigen Fensterreihung, deren Gleichmaß nur durch die versetzt angeordneten Treppenhausfenster unterbrochen wird, übernehmen ein Sockel- und weit vorkragendes Traufgesims die horizontale Gliederung.
Abgesehen von den arkadenähnlichen Spitzbogenfenstern der Erdgeschosse sind alle Fenster der Obergeschosse gleichförmig hochrechteckig mit flach aufgelegter Putzrahmung und Sohlbänken ausgebildet. Die fünf Öffnungen der Zwerchgiebel sind analog, jedoch kleiner formuliert. Der Hauseingang ist schlicht mit einer breit profilierten Rahmung gefasst. Die Dachfläche durchbrechen zu jeder Straßenseite zwei Gauben in differierender Anordnung.